# 氏賀Y太
氏賀 Y太（うじが わいた、1970年10月9日 - ）は、日本の漫画家。新潟県出身、埼玉県在住。血液型B型。既婚、子供あり。
　

## 概要
1993年にデビュー。元々は「古葉美一（こば びいち）」（セガからリリースされたアーケードゲーム『ファンタジーゾーン』の登場キャラクターに由来）名義で『コミックゲーメスト』などにゲームを題材にした漫画を執筆していたが、その後、成人向け漫画に転向。当初は通常の成人向け漫画を「御堂ソラヲ」名義で、猟奇的な内容の漫画を「氏賀Y太」名義で執筆していたが、後に現在のペンネームに統一した。また、「氏賀湧太」名義で通常の成人向け漫画を描くこともある。
猟奇漫画家を自称しており、性表現のみならず、四肢切断やカニバリズムなどを主眼とした暴力性・加虐性にあふれたスプラッターな作風で知られる。本人は自らの過激な作風を自覚しており、自身の公式ホームページの閲覧に対し注意を促していたり、近年の仕事では変名による一般青年漫画の比重が高まっている。『真・現代猟奇伝』では、女子高生コンクリート詰め殺人事件など実際に起きた事件をモチーフにしたため、物議を醸した。
その反面、彼がpixivに投稿しているイラストにはギャグ・パロディに特化した絵が非常に多く、ギャップがかなり激しい。米国のゴアグラインドバンド、「LORD GORE」のCDジャケットも手がけている。
また、グロテスクな描写とは裏腹にキャラクターデザインを丁寧に描くなど画力は高く、特に女性キャラクターの肢体の描き方は非常に上手く、俗にいう「美巨乳」の描き方は随一と呼べるものがあり、完全に性描写を重視した天童一斗名義の作品ではそれが顕著である。

### 近況
2006年以降、彼の作品を掲載していた『フラミンゴ』や『夢雅』などのフリークス的作品を受け入れる漫画雑誌が相次いで休刊し、2007年以降は既刊単行本の再版以外で氏賀名義の商業誌上の活動は減る傾向にある。「天童一斗」名義でコメディー系の暴力描写のない成人向け漫画を執筆したり、美術出版社刊のコミック作画ハウツー本「激マン9」で「宇治川犬」名義で執筆するなど、ほぼ他名義の猟奇とは離れた表現の活動もある。
同人誌では氏賀名義の成人向け漫画を執筆しているが、2007年には一部の同人誌印刷所が成人向け漫画の自主規制を行い、過激な性描写・暴力描写のある同人誌の印刷を断ることもあり、かつての作品から比較すると大人しい内容になっている。同人誌を共同制作した成人向け漫画家の嬉野めぐみが、ブログにて、従来印刷を請け負っていた印刷所に断られた旨を記述している。
2010年現在は、主に竹書房刊行の雑誌『ナマイキッ!』などで活動している。2011年秋、自身の著作『雨あがりの君』の実写製作が決定。2012年の公開に向け、本人が総監督となり現在制作中である。
また、グロテスクをテーマとしたトークイベント、創作イベント等もたびたび開催しており、同業の掘骨砕三や服部ミツカ、脚本家の伊藤ヒロなどをゲストに招いている。
氏賀による初の一般向けホラー漫画『天錐』、2019年第一回エクストリームマンガコンテストにおいて大賞を受賞。
2020年リイド社にてホラー漫画の連載『ウツロボロス』を連載。

### 人物
高校時代にテレビアニメ『魔神英雄伝ワタル』の魔神「海王丸」をデザインするなど、漫画に関心があった。
一方で、猟奇表現にも興味があり、子どものころにバラバラになったドラえもんを描いていたほか、高校時代にはスプラッター映画で非性的な興奮をおぼえることがあった。
ゲーム雑誌『ゲーメスト』に『沙羅曼蛇』のボスキャラクター・ゴーレムを裸身にまとった少女のイラストを読者として投稿して以来、何度か作品を投稿しており、中には天安門事件を題材とした過激なものもあった。高校中退後、漫画家としての修行を考えていた矢先に同誌からのオファーを受けてライターとして起用され、雑君保プとともに「日本ポミネカシズム」などおよそゲームとは直接関係のなさそうな下品な企画を手がけたほか、 「地走蟲兵衛（ちばしりちゅうべえ）」というペンネームで、脱衣麻雀記事などを執筆していた。一方、原稿料が安かったことから、 一時は『ゲーメスト』の版元である新声社の直営店マルゲ屋にも勤務していた。
その後、新声社から去り、一般誌で描ける漫画家になることを考えたが、『ドラえもん』が好きだった小学生の時にバラバラになったドラえもんを描いていたことを思い出し、猟奇的な漫画を描くことを思い立った。
そう思い立った氏賀は、まず筒井康隆の小説「問題外科」（『最後の喫煙者』に収録）のような作品を描きたいと考え、同人誌『毒どく』を発表した。
同人誌は未完成の作品であるという考えから、同人誌を出し続けることに思い悩んでいたところ、ゲーメストの担当編集者だった現在の妻の励ましを受ける。さらに、桜桃書房の関係者が即売会を訪れたことがきっかけで、氏賀は商業誌デビューのきっかけを掴んだ。

## その他
- 雑君保プと共に発行した同人誌「元祖天才馬鹿本」での性格診断テストのようなページで、「ホラーは下等である」との設問に「イエス」と答えた人に対して、「嫌な奴」という呼称を用いている。
- 自らのイラストの中で『注射シーンを見るのが苦手』という意外な告白をしていた。また、娘にどうしてもダメなものがあるか聞かれた際には蓮コラが生理的に駄目だと答えたというイラストをTwitterで公開した。
- 交流のある同業者はTHE SEIJI、嬉野めぐみ、安宅篤などで、同人誌を共同制作したりゲストに呼んだりしている。
- 2012年4月サービス開始（同年7月サービス終了）の、実在人物の実写カードを用いたソーシャルゲーム『一億人の国民的カードゲーム愛』に、本人が実写カードで登場していた。

## 単行本一覧

### 古葉美一名義
- 『アンダーカバーコップス 1』新声社、1993年7月。ISBN 4-88199-092-6。
- 『アンダーカバーコップス 2』新声社、1995年1月。ISBN 4-88199-149-3。(同名ゲームのコミカライズ版)
- 『豪血寺一族2』新声社、1995年10月。ISBN 4-88199-209-0。(同名ゲームのコミカライズ版)

### 氏賀Y太名義
- 『毒どく猟奇図鑑』桜桃書房、2000年5月。ISBN 4-75672-373-X。
- 『デスフェイス』ティーアイネット、2002年9月。ISBN 4-88774-073-5。
- 『GAME OVER』三和出版、2003年2月。ISBN 4-88356-165-8。
- 『まいちゃんの日常』三和出版、2004年4月。ISBN 4-88356-247-6。
- 『真・現代猟奇伝』オークス、2004年9月。ISBN 4-86105-174-6。
- 『Y式解体新書』三和出版、2005年9月。ISBN 4-88356-332-4。
- 『巫女と野獣』三和出版、2006年10月。ISBN 4-88356-371-5。

雑誌掲載時は『デスパンダ』のタイトルで連載
- 『淫獄猟奇館』松文館、2006年4月。ISBN 4-79011-705-7。

上記の毒どく猟奇図鑑の改訂版である。変更点として、『マテリアル』の前後編の代わりに未発表作品を収録している。

- 『淫虐監獄島』松文館、2007年2月。ISBN 4-79011-896-7。

『アイスクリーム』全6話、『猿鳩先生の止事なき授業風景』、『世界の中心に咲く花』(前編・後編)、『時限童貞』を収録。
- 『女体解剖授業』松文館、2007年6月。ISBN 4-79011-959-9。

上記の『デスフェイス』を別の出版社から再版した作品であり、表紙も別のものが使われている。
- 『少女解剖学会』三和出版、2014年9月。ISBN 978-4-77699-030-7。
- 『絶望器官』三和出版、2014年10月。
- 『図解アリエナイ理科ノ教科書IIIC』三才ブックス、2009年6月。ISBN 978-4-86199-186-8。

萌える内臓図鑑のイラストを担当
- 『致死暦』ジーウォーク、2017年8月。ISBN 978-4-86297-691-8
- 『Dr.乳児郎の憂鬱』ジーウォーク、2018年1月。ISBN 978-4-86297-743-4
- 『デッドフラミンゴ』三和出版、2018年6月。ISBN 978-4-7769-9136-6
- 『ウツロボロス』リイド社、2022年2月。ISBN 978-4-8458-6064-7

### 氏賀涌太名義
- 『泥濘の中』桜桃書房、2002年4月。ISBN 4-75672-020-X。

### 天童一斗名義
- 『新任教師絶頂授業』エンジェル出版、2010年4月。ISBN 978-4-87306-345-4。
- 『義父の肉嫁』エンジェル出版、2012年1月。ISBN 978-4-87306-408-6。
- 『人妻インモラル』竹書房、2010年7月。ISBN 978-4-81247-416-7。